# KwaZulu
1977–1994
Entités précédentes :
- Afrique du Sud

Entités suivantes :
- Afrique du Sud

Le KwaZulu (parfois Kwazulu, KwaZoulou ou Kwazoulou) était un bantoustan situé dans l'ancienne province du Natal d'Afrique du Sud, aujourd'hui dans la province du KwaZulu-Natal. Le KwaZulu fut un État autonome non reconnu de 1977 à 1994 dans le cadre du régime d'apartheid. Il regroupait principalement des africains de l'ethnie zouloue.
KwaZulu signifie la terre des Zoulous en zoulou. Au début de l'existence du bantoustan, celui-ci s'appelait Zululand (pays des Zoulous). On rencontre parfois l'orthographe francisée Zoulouland.

## Histoire
Le bantoustan fut créé le 9 juin 1970 sous le nom de Zululand avec Nongoma comme capitale. Le 1er avril 1972, il prend le nom de KwaZulu et acquiert l'autonomie le 1er février 1977. La capitale est alors déplacée à Ulundi.
Le KwaZulu réintègrera l'Afrique du Sud le 27 avril 1994.

## Géographie
Le KwaZulu se situait dans l'Est de l'Afrique du Sud, dans les Monts Drakensberg et en bordure de l'océan Indien. Son territoire était le plus morcelé de tous les bantoustans avec une dizaine d'enclaves dont la plus septentrionale avait une frontière avec le Mozambique et le Swaziland et les plus méridionales avaient une frontière avec deux des enclaves du bantoustan du Transkei.

## Politique
Le parti au pouvoir du KwaZulu était l'Inkatha Freedom Party. Son dirigeant, Mangosuthu Buthelezi, était à la fois le chef de la tribu Zoulou et fut à la tête du bantoustan durant toute son existence.

### Liste des chefs d'État du KwaZulu
- Zululand
  - Mangosuthu Buthelezi (chef du conseil exécutif) (IFP) : du 9 juin 1970 au 1er avril 1972
- KwaZulu
  - Mangosuthu Buthelezi (ministre en chef) (IFP) : du 1er avril 1972 au 1er février 1977
- KwaZulu (autonome)
  - Mangosuthu Buthelezi (ministre en chef) (IFP) : du 1er février 1977 au 26 avril 1994

## Population
Le KwaZulu avait été créé pour les Zoulous d'Afrique du Sud.
En 1978, il y avait 4 026 058 Zoulous en Afrique du Sud dont 2 057 471 dans le KwaZulu (51,1 %), 77 480 dans les autres bantoustans (1,9 %) et 1 891 107 dans les zones blanches (47 %).
Au recensement de 1992, le KwaZulu avait une population de 5 748 950 habitants.
Les langues les plus parlées étaient le zoulou et l'afrikaans.

## Drapeau

Drapeau du KwaZulu (1977-1985)

Le drapeau du KwaZulu est défini dans la section deux du KwaZulu Flag Act de 1977. Le 14 janvier 1985, le drapeau a été modifié selon le KwaZulu Flag Amendment Act de 1984 et est resté en vigueur jusqu'au 27 avril 1994, date où il a été abandonné lors de la réintégration du bantoustan dans l'Afrique du Sud.
Le parti au pouvoir au KwaZulu, l'Inkatha Freedom Party, étant la branche zouloue du Congrès national africain (ou ANC), le drapeau du bantoustan a été construit sur le modèle de celui de l'ANC : dans le premier drapeau, les trois bandes horizontales reprennent les couleurs de l'ANC mais les couleurs sont inversées. Dans le drapeau modifié, les couleurs reprennent le bon ordre.
Le noir représente le peuple zoulou, le vert la terre et le jaune les ressources naturelles. Le rouge et le blanc sont les couleurs de l'Inkatha. Le bouclier et les lances font référence au peuple zoulou et à sa combativité.